# Würzburger Friedenspreis
Der Würzburger Friedenspreis wird seit 1995 an Einzelpersonen oder Gruppen vergeben, die sich von unten her in besonderer Weise im Bereich Frieden, Völkerverständigung oder Bewahrung der natürlichen Lebensgrundlagen einsetzen. Der Preis wird vom „Komitee Würzburger Friedenspreis“ verliehen.

## Preisträger
Der Preis wird an Einzelpersonen, Gruppen oder Organisationen, insbesondere aus der Region Franken, vergeben. Preisträger seit 1995 sind:
- 2024: Barış Yüksel und das Team der „Würzburger Woche gegen Rassismus“
- 2023: Bergwaldprojekt e.V.
- 2022: Geschichtswerkstatt Alfred Eck der Stadt Aub
- 2021: Sr. Juliana Seelmann OSF, Krankenschwester
- 2020: Bürgerinitiative „Etz langt’s!“ in Ansbach
- 2019: Mobile Flüchtlingshilfe e. V. Würzburg
- 2018: Schülergruppe KRASS aus Gemünden
- 2017: Pat Christ, freie Journalistin in Würzburg
- 2016: Stiftung „Weg der Hoffnung“ Aschaffenburg / Villavicencio, Kolumbien
- 2015: „Schweinfurt ist bunt“ – Bündnis für Demokratie und Toleranz
- 2014: Burkhard Hose – gegen Rassismus, Antisemitismus, Diskriminierung
- 2013: Rita Prigmore (Würzburg) – gegen Zigeunerfeindlichkeit
- 2012: Erwin Koch und die Tschernobyl-Hilfe
- 2011: Addis Mulugeta und das Heimfocus Magazin
- 2010: Frauen für die Vielfalt (Kreis Kitzingen)
- 2009: Willi Erl (Schweinfurt)
- 2008: Bürgerforum Gräfenberg
- 2007: Petra Eicke-Abelmann-Brockmann, Würzburg, Ak Integration Lengfeld
- 2006: Peter Schwittek (Randersacker / Kabul) und OFARIN e. V.
- 2005: Schwester Angela (Oberzell) von den Ordensleuten für den Frieden
- 2004: Tor zum Leben – Lifegate Rehabilitation e. V. in Würzburg
- 2003: Jella Weidlich – Lern- und Spieltreff für Flüchtlingskinder in Würzburg
- 2002: Dokumentarfilmgruppe Rothenburg ob der Tauber
- 2001: Arbeitskreis „Gewissen“ Iphofen
- 2000: Asylhelferkreis Lauda-Königshofen
- 1999: PAX’an – Initiative für Menschenrechte Werneck
- 1998: Deutsch-tschechische Jugendbegegnung Würzburg-Šumperk (Junge Aktion Würzburg)
- 1997: Mönchbergschule Würzburg
- 1996: Aschaffenburger Partnerkaffee e. V.
- 1995: Vorläufiger Ausländerbeirat in der Stadt Würzburg

## Komitee Würzburger Friedenspreis
Vor dem Hintergrund der Zerstörung von Würzburg im Jahr 1945 würdigt das Komitee insbesondere Engagements, „die friedliche und zivile Beilegung von lokalen, nationalen und internationalen Konflikten fördern, und Aktivitäten zum Abbau von Feindbildern.“
Das Komitee Würzburger Friedenspreis besteht aus Einzelpersonen, Gruppen, Vereine und Parteien, die die Konzeption und Idee des Würzburger Friedenspreises unterstützen. Alle Mitglieder können Vorschläge einreichen, die ein Vorbereitungsausschuss sichtet und aufbereitet. Über die Preisträger entscheiden alle Mitglieder des Komitees.